# Capital social cooperativo
El capital social cooperativo es la suma de los aportes de los asociados que se divide en cuotas sociales. En las Cooperativas si bien el Capital no es esencial para su concepción e identidad, es sin dudas necesario para el eficaz y eficiente desempeño de sus actividades con miras a satisfacer las necesidades de sus asociados. Tiene como características el ser ilimitado, variable, único e intangible. Estas cuotas sociales que constituyen el capital, se representan por certificados o acciones con el nombre del correspondiente asociado (son nominativas).

## Diferencia entre capital suscripto y capital integrado
El Capital suscripto es la totalidad del capital que los asociados se comprometen a integrar, y que la ley 20.337 en su artículo 25, establece que como mínimo debe integrarse al momento de la suscripción un 5 % de su total y el saldo debe integrarse en un plazo no mayor de cinco años para completar la integración de los aportes. 
Debemos tener en cuenta que dentro de esos límites la cooperativa tiene libertad para establecer en el estatuto todas las variantes posibles.
Los aportes pueden ser tanto dinerarios como no dinerarios, pero tienen distinto tratamiento y consecuencia según estos sean hechos al momento de la constitución o con posterioridad a ella. Así entonces , el capital integrado es la suma de los aportes del capital efectivamente realizado o pagado por el asociado.

## Diferencia entre capital y patrimonio
El capital social y el patrimonio son conceptos distintos. El único momento en que coinciden es en el momento de la constitución de la cooperativa. Luego, el Capital Social se va modificando conforme ingresen o egresen asociados, haya nuevos aportes sociales, reembolso para asociados o reducción de capital.. El patrimonio, en cambio, se va a ir modificando en función de que los resultados de los ejercicios económicos sean favorables o desfavorables.
El estado económico de la cooperativa se ve reflejado en la relación entre el valor del capital y el patrimonio. Cuanto mayor sea el valor de patrimonio en relación al capital social más sólida será la situación de la cooperativa.

## Caracteres del capital
El capital de una cooperativa reúne los siguientes caracteres:
- Variabilidad: El capital varía constantemente, a diferencia de otros tipos societarios. Esto se debe al libre ingreso y egreso de asociados, incremento de los servicios si estuviera previsto en el estatuto, la capitalización de retornos o intereses (en cuotas sociales), reducción de capital (el Consejo de Administración reduce el capital, al fijar un menor valor en las cuotas sociales) conforme al art. 35 de la Ley 20337. Ninguna de las situaciones anteriores implica una modificación del estatuto, ni requiere autorización estatal o publicidad alguna.

Art. 35 Ley Coop.L :” El consejo de administración, sin excluir asociados, puede ordenar en cualquier momento la reducción del capital en proporción al número de sus respectivas cuotas sociales.”
- Ilimitación: Significa que el capital como regla general no tiene un mínimo ni un máximo que deba ser respetado por ley, aunque se deduce que el mínimo de capital de una cooperativa es el valor de una cuota social por cada asociado, que son diez conforme al art. 2, inc. 5 de la Ley de Cooperativas. Este no es el caso de los bancos cooperativos y cooperativas de seguros, ya que sus respectivas leyes (Ley 21.526 y Ley 20.091) establece que deben disponer un capital mínimo para poder operar.

- Unidad: El capital social es sólo uno. Es decir, que no puede ser fraccionado, más allá de que la organización cooperativa tenga centros con secciones que brindan distintos servicios o centros descentralizados como sucursales. La unidad del capital es inherente al derecho del sujeto, cualesquiera que sean los objetos o servicios y la organización empresarial de la cooperativa.

- Intangibilidad: Se puede definir como la prohibición de realizar actos que impliquen la reducción de la garantía que el capital representa para los acreedores

- División en cuotas sociales: El capital en las cooperativas se constituye por cuotas sociales indivisibles y de igual valor. Las cuotas sociales deben constar en acciones representativas de una o más, que revisten el carácter de nominativas. Estas podrán transferirse sólo entre asociados y con acuerdo del Consejo de Administración en las condiciones que determine el estatuto, tal como lo establece el art. 24 de la Ley 20337. La Ley en los art. 26 y 120 nombra a los títulos representativos de las cuotas sociales como acciones o certificados.

## Bienes aportables
La Ley en su art. 28 establece que sólo se pueden aportar bienes determinados y susceptibles de ejecución forzosa. Estos bienes son de carácter tangible como un auto, una computadora, una mesa, etc. Por lo tanto, quedan fuera de la clasificación las obligaciones de hacer como el aporte de trabajo de una persona, la obligación de hacer algo o el uso y goce de un alquiler, una acción a favor de otra persona, entre otros. 
La restricción se debe a que el aporte debe consistir en una obligación de transferir en propiedad, lo que permite conocer exactamente la designación precisa del bien aportado y que dicho objeto puede ser enajenado por disposición judicial.
Las prestaciones accesorias deben estar claramente diferenciadas de los aportes, ya que toda contribución dineraria o no, de contenido económico derivada del vínculo asociativo debe revestir el carácter de capital. Si bien son coadyuvantes a la concreción del objeto social, éstas se pueden convenir o no sin afectar a la esencia del ente. 

## Valuación
La Ley de Cooperativas establece que la valuación de los aportes no dinerarios será hecha por la Asamblea Constitutiva, y en el caso de que los aportes se hagan con posterioridad a la misma, la valuación deberá ser realizada por el Consejo de Administración en acuerdo con el asociado aportante pero sujeta a la aprobación de la asamblea, tal como lo establece el Art. 28 de la Ley 20337.
Art. 28, Ley 20337: “...La valuación se hará en la asamblea constitutiva o, si estos se efectuaran con posterioridad, por acuerdo entre el asociado aportante y el consejo de administración, el cual debe ser sometido a la asamblea…”

## Responsabilidad
En mismo artículo (art. 28) se explaya sobre la responsabilidad de los fundadores y consejeros, la cual es ilimitada y solidaria por el mayor valor atribuido a los bienes hasta la aprobación por la asamblea, en el caso de sobrevaluación de los bienes no dinerarios.
“...Los fundadores y los consejeros responden en forma solidaria e ilimitada por el mayor valor atribuido a los bienes, hasta la aprobación de la asamblea...”
Cabe aclarar que la Ley 20337 no tiene previsiones sobre la responsabilidad del aportante en la sobrevaluación del aporte. Sólo del texto legal se desprende que su responsabilidad es absorbida por consejeros y fundadores. 
Tanto los asociados ausentes en la asamblea o que votaron en contra, los consejeros, los síndicos, autoridad de aplicación ( véase INAES) y órgano local competente pueden impugnar la resolución si ella es violatoria de la ley, estatuto o reglamento, conforme al Art. 62 de la ley anteriormente citada. Si prospera la impugnación, los fundadores deberán responder por la sobrevaluación con un lapso menor a los 90 días desde la clausura de la asamblea.

## Garantía de Evicción
La garantía de evicción hace referencia a aquello con lo que la cooperativa hace frente cuando sufre la pérdida del bien no dinerario aportado por un asociado, donde quien transmite, vende o cede el bien garantice que no sufra ninguna especie de turbación en el derecho sobre la propiedad, goce o posesión de lo adquirido.
En líneas generales quien transmite una cosa por título oneroso está obligado a garantizar el derecho que transmite. Pudiendo la cooperativa exigir al asociado aportante en su momento del bien no dinerario.
El reemplazo del bien: la cooperativa tendrá la opción de autorizar o no el reemplazo en caso de que el bien pueda ser sustituido por otro de igual especie y calidad, aquí también el asociado es responsable de los daños y gastos ocasionados.
El asociado integre con aportes dinerarios la diferencia que generó la evicción, si la evicción sólo recae en una parte de los bienes aportados, se podrá aceptar que el asociado pague la diferencia en forma en forma dineraria sin darle ningún plazo. Aquí también el asociado es responsable de los daños y gastos ocasionados.
Reducción de la suscripción: si el capital suscripto por el asociado supera el mínimo establecido estatutariamente, la entidad podrá autorizar la reducción del capital suscrito hasta llegar al límite de los valores no afectados. Todo esto siempre y cuando el valor real de los aportes en bienes no afectados por la evicción sea igual o mayor de dicho mínimo.
En última instancia Exclusión del asociado: la cooperativa siempre podrá hacer uso de esta medida al haberse producido un perjuicio moral o material. Sin importar si la evicción alcanzó a todos o a parte de los bienes aportados. el asociado es responsable de los daños y gastos ocasionados.
Esta garantía está establecida en el Código Civil Argentino Artículo 2091, cuando define: “Habrá evicción en virtud de sentencia y por causa anterior o contemporánea a la adquisición , si el adquirente por título oneroso fue privado en todo o en parte del derecho que adquirió o sufriera una turbación del derecho en la propiedad , goce o posesión de la cosa. Pero no habrá lugar a la garantía, ni en razón de turbaciones de hecho, ni aun en razón de las turbaciones de derecho, procedentes de la ley, o establecidas de manera aparente, por el hecho del hombre o pretensiones formadas en virtud del derecho real o personal de goce, cuya existencia era conocida al tiempo de la enajenación.”

## Vicios Redhibitorios
Son vicios redhibitorios los defectos ocultos de la cosa, cuyo dominio, uso o goce se transmitió por título oneroso, existentes al tiempo de adquisición, que la hagan impropia para su destino, si de tal modo disminuyen el uso de ella, que al haberlos conocido el adquirente, no la habría adquirido, o habría dado menos por ella.
Para que puedan ser considerados como tales se exigen los siguientes requisitos, deben ser vicios ocultos graves originados antes del acto de la transmisión, de dominio desconocidos por el comprador, éste tiene la facultad de iniciar una acción redhibitoria, que es la denominada por el artículo 1914 del código civil Argentino, como la que tiene el comprador para que se rescinda la venta o se rebaje proporcionalmente el precio por los vicios ocultos de la cosa vendida, raíz o mueble , llamados redhibitorios, también el artículo 1701 hace referencia a los aportes frente a los vicios redhibitorios esta garantía cuando establece que “los socios responden de la evicción de los bienes aportados de la sociedad y de los vicios redhibitorios de ellos” cuando se realizan aportes no dinerarios. La ley de cooperativa no ha previsto este tipo de garantías en ninguno de su artículo , no obstante , rigen como en el caso de la evicción las disposiciones estatutarias referentes a las obligaciones de los asociados las que la mayoría de los casos son fijadas en el estatuto tipo aplicadas por la autoridad de aplicación (INAES), conteniendo que los asociados no deben perjudicar moral o materialmente a la entidad.( Elsa Cuesta).
En el caso en que la cooperativa adquiera como bien aportado por uno de sus asociados un bien inmueble como aporte de capital no dinerario y el mismo posea vicios ocultos, tales como un defecto estructural o al cabo de un tiempo de adquirirla se derrumba, la garantía protege a la cooperativa contra el supuesto hecho. 
En ese momento la cooperativa puede tomar los mismos caminos alternativos que para el caso de evicción, debe ser el asociado responsable de los daños y gastos originados.

## Cuotas sociales
De conformidad al artículo 24 de la ley 20337, son las partes mínimas en las que se divide el capital. El valor de las mismas debe estar determinado en el estatuto y todas deben ser del mismo valor ( art.8°, inc.3 Ley 20337)
El título que representa las cuotas sociales se denomina “acción” . Las cuotas sociales son transferibles sólo entre asociados de acuerdo con las condiciones estatutarias que depende de la aprobación del órgano de administración.
La cuota social, a su vez , es también la participación del asociado en la conformación del capital social y determina la medida de los derechos patrimoniales.
El mínimo de las cuotas sociales que cada asociado debe suscribir e integrar es un número exigido por el estatuto y con ello establece la participación económica mínima que corresponde a cada asociado y el límite de su responsabilidad frente a las obligaciones de la cooperativas.
En definitiva las Características de las cuotas sociales son:
- Tienen igual valor.
- Libertad para determinar su valor.
- Inexistencias de cuotas privilegiadas
- limitación de números.
- Intrascendencia del número poseído del ejercicio de los derechos parapolíticos.
- Variabilidad de número.
- Responsabilidad de los asociados.
- Transmisibilidad limitada a los asociados.
- Representación en títulos nominativos.
- Inexistencia del mínimo de cuotas sociales.

## Diferencia con acciones
En una cooperativa las acciones son un instrumento probatorio del derecho que le asiste al asociado que ha aportado las cuotas de capital. La diferencia entre ambas radica en que las acciones representan en papel a la o las cuotas sociales a fin de probar el derecho del asociado. Las acciones, en la práctica, no son emitidas por muchas cooperativas. En todo caso la prueba de la cantidad de cuotas suscriptas e integradas por cada asociado surge del Libro de Registro de Asociados que las cooperativas deben llevar por imperio del artículo 38 de la ley 20337.
Referencia: RESOLUCIÓN 250/82 – INAC
Establece que el libro Registro de Asociados, debe contener un mínimo de datos de cada asociado.
El ARTÍCULO 26 de la ley 20337 establece que el estatuto debe determinar las formalidades de las acciones.
Son esenciales las siguientes:
1. Denominación, domicilio, fecha y lugar de constitución.
2. Mención de la autorización para funcionar y de las inscripciones previstas por esta ley.
3. Número y valor nominal de las cuotas sociales que representan.
4. Número correlativo de orden y fecha de emisión.
5. Firma autógrafa del presidente, un consejero y el síndico. El órgano local competente puede autorizar, en cada caso, el reemplazo de la firma autógrafa por impresión que garantice la autenticidad de las acciones.

## Condominio
Existe copropiedad de cuotas sociales cuando dos o más personas poseen derechos de propiedad sobre ellas.
La cooperativa puede exigir la unificación de la representación para el ejercicio de ciertos derechos y obligaciones sociales como por ejemplo en el derecho de voto y así no generar privilegios de acuerdo a lo establecido por el artículo 30 de la Ley 20.337.
por ejemplo Cuando uno de los asociados fallece se produce a favor de los herederos el condominio de todas las cuotas sociales teniendo derecho solamente sobre el valor nominal de las cuotas (o sea el valor histórico de las mismas) .No se les transfiere la calidad de asociados. Si estuviese previsto en el estatuto podrán ser incorporados como socios si estos manifiestan la voluntad de hacerlo y reúnen los requisitos exigidos por la ley y siempre que la cooperativa esté condiciones de prestarles el servicio.

## Transferencia
Por medio del estatuto se puede prever la transferencia de cuotas sociales. 
la misma se realiza de acuerdo a los requisitos establecido por el artículo 24, ley 20.337, que contiene las siguientes limitaciones:
- Carácter preexistente de asociados que debe revestir el cesionario:

la ley da prioridad al interés de la asociación por encima del que corresponde al asociado cadente. La norma prevé la previa conformidad del consejo de administración , con lo cual el riesgo de permitir la transferencia a no asociados que no reúnan los requisitos estatutarios varían cubierto , pues obviamente en este cuerpo debe analizar si los futuros ingresantes reúnen dichas condiciones , la disposición aventa toda posibilidad de que primen intereses particulares sobre los del conjunto.
- Conformidad del consejo de administración:

Exija el incremento del capital conforme al uso real o potencial de los servicios y el asociado , una vez hecho el efectivo aporte, pretende recuperarlo a través de la transferencia del mismo a otro asociado que aun no le ha efectuado. 
Otra situación se podría producir cuando el asociado incipiente tiene deudas pendientes con la cooperativa , pues en este caso la afectación en garantía de las cuotas sociales , previstas en el art. 33 in fine de la Coop. carecería de eficacia.
- Disposiciones estatutarias: la transferencia se debe ajustar a las condiciones previstas en el estatuto, es decir, que se puede determinar en el estatuto el procedimiento a seguir, también podrían exigir la integración total simultánea, estar al día en el cesionario con sus obligaciones con la cooperativa, etc.

El estatuto tipo dado por la autoridad de aplicación del régimen legal de cooperativas establece en el artículo 14 una limitación temporal al disponer que el consejo de administración no acordará transferencia de cuotas sociales durante el lapso que medie entre la convocatoria de una asamblea y la realización de esta.

## Garantía de las deudas de los asociados
El artículo. 33 de la Ley 20337 dispone: “Ninguna liquidación definitiva en favor del asociado puede ser practicada sin haberse descontado previamente todas las deudas que tuvieran con la cooperativa de las operaciones que el asociado realice”. Se realiza la compensación común de deudas. Se refuerza el principio de que las cuotas sociales constituyen garantía de las operaciones que el asociado realice. Este artículo preserva el patrimonio social de la cooperativa, fortaleciendo el logro de objetivos y su subsistencia que quede a cubierto de posibles endeudamientos de sus asociados.

## Características
- Rige por mandato legal sin necesidad de formalidad alguna.
- Respalda obligaciones contraída por los asociados con la cooperativa en virtud del uso del servicio efectuado por aquellos.
- Las cuotas sociales afectadas son indisponibles en el caso en que esté pendiente el pago de servicios utilizados por el asociado.
- Crea un privilegio en caso de concurso del asociado deudor, en favor de la cooperativa.Teniendo en cuenta el fin que persigue la garantía establecida en el artículo 33 de la ley 20.337, en caso de que se efectúe un conflicto con acreedores pignoraticios, esto se debe resolver dando preferencia a la cooperativa por las obligaciones contraídas anticipadamente a la notificación de la prenda.

En caso de exclusión y ante la falta de pago por el asociado de las obligaciones emergentes del uso de servicios sociales, la cooperativa procede a la compensación de deudas impagas y al reembolso del remanente.

## Aumento de Capital
La ley no fija un capital mínimo para las cooperativas ya que esta se forma con el aporte de los socios.
Dado que el Capital es variable e ilimitado, no es necesaria su modificación estatutaria o autorización administrativa para su aumento, el que se produce por los siguientes motivos:
- Incremento del capital de los asociados conforme al Art. 27 de la Ley 20.337 de Cooperativas Argentina que establece: “El Estatuto puede establecer un procedimiento para la formación e incremento del capital en proporción con el uso real o potencial de los servicios sociales". El INAES (Instituto Nacional de Asociativismo y Economía Social) exige la inclusión en el estatuto de la manera de definir la proporción para aumentar el capital.

- Por la suscripción voluntaria de Cuotas Sociales de parte de los asociados.

- Por acreditación de los retornos y de los intereses limitados a las cuotas sociales con arreglo al Art. 44 - Ley 20337 de Cooperativas Argentina. Capitalizar el Retorno a través de la distribución en cuotas sociales es una atribución exclusiva de la Asamblea, determinada en el art. 45 de la Ley de Cooperativas, siempre y cuando estén prevista en el Estatuto. La capitalización puede ser total o parcial, lo mismo sucede con los intereses que provengan de las cuotas sociales.

- Por revalúo de activos conforme a la reglamentación dada por la autoridad de aplicación previsto en el Art. 45 - Ley 20337.

## Reservas
Las reservas son los fondos que se quitan de los excedentes netos generados por la operatoria de la cooperativa como diferencia entre el costo y el precio provisorio del servicio prestado a los asociados, y se excluyen de la distribución a los asociados que se hace en concepto de retorno. Las reservas se individualizan en los balances según el destino específico que se le asigne, que de acuerdo al artículo 42 de Ley Nº 20.337  los destinos de dichas reservas pueden ser: reserva legal, fondo de acción asistencial y laboral y fondo de educación y capacitación cooperativas, pudiendo además asignar fondos a una cuenta especial de reservas. Estos fondos de reserva presentan la particularidad de ser de carácter colectivo insusceptible de apropiación directa o indirecta por los asociados, ser limitados y contingentes, ya que legalmente se deben efectuar en tanto se produzcan excedentes en los ejercicios económicos.
La legislación cooperativa brinda a las reservas un tratamientos especial, distinto del régimen aplicable a las sociedades comerciales. El artículo 42 de la ley 20.337 prevé el régimen de reservas; establece la forma y el orden en que se distribuirán los excedentes repartibles (aquellos que provengan de la diferencia entre el costo y el precio del servicio prestado a los asociados) de la siguiente manera:
1. El cinco por ciento a reserva legal;
2. El cinco por ciento al fondo de acción asistencial y laboral o para estímulo del personal;
3. El cinco por ciento al fondo de educación y capacitación cooperativas;
4. Una suma determinadas para pagar un interés a las cuotas sociales si lo autoriza el estatuto, el cual no puede exceder en más de un punto al que cobra el Banco de la Nación Argentina en sus operaciones de descuento;
5. El resto para su distribución entre los asociados en concepto de retorno.

Además establece que los excedentes que deriven de la prestación de servicios a no asociados autorizada por esta ley se destinarán a una cuenta especial de reserva.
La ley consagra la irrepartibilidad de las reservas sociales en sus artículos 2° inc. 12, 36 y 95.

## Reserva legal
La reserva legal corresponde a un cinco por ciento de los excedentes repartibles, que provienen de la prestación de servicios a los asociados; en el caso de los excedentes de los no asociados son destinados a un fondo de reserva especial. La Reserva legal constituye un fondo de previsión para afrontar situaciones de crisis que hagan peligrar la estabilidad económica de la Cooperativa, es decir, hacerle frente a los quebrantos o ser empleados para fortalecer la entidad. Además , esta reserva es intangible, según lo contemplado en la Ley 20337, artículo 2° y 43°, lo cual no permite repartir los excedentes, si restituir antes las reservas utilizadas. esto permite el buen funcionamiento de la Cooperativa, superando así los posibles quebrantos y dándole a los acreedores mayor seguridad.
La constitución de esta reserva es previa a todo otro destino del excedente.No tiene límite de monto, crece indefinidamente en tanto existan excedentes, pudiendo incluso llegar a superar al capital social. Podría disminuir en caso de utilizarse para compensar quebrantos, sin embargo debe mantenerse intangible por lo tanto en este caso deberá ser reconstituida al nivel anterior al de su utilización (art. 43, 2° párrafo)

## Fondo de educación y capacitación cooperativa
Esta reserva se halla previsto en el art. 42, inc 3, de la Ley de Cooperativas, que establece su formación a través del 5% de los excedentes repartibles provenientes de la prestación de servicios a asociados.
Esta regulación legal es inherente a los caracteres de la cooperativa enunciados en el art. 2, inc. 8, de la ley de Cooperativas, cuando expresa: “Fomentan la educación cooperativa”.
Aunque existe este fondo, donde se hace efectiva la reserva y se puede cumplir con la misión de enseñar y capacitar sobre cooperativas, esta característica viene dada desde los orígenes mismos de la Cooperativa, a través de los principios.

### Objetivos de este fondo
Promover y difundir el Sistema Cooperativo en la población en general.
Desarrollar la capacitación de dirigentes de cooperativas, funcionarios de los órganos locales competentes, como así también a las autoridades municipales que entienden en materia cooperativas.
Fomentar la actividad cooperativa con la finalidad de generar nuevos puestos de trabajo en las áreas económica-productiva y en las actividades de servicios asistenciales y de recreación a los efectos de mejorar y reactivar la situación actual de las economías regionales.
Estimular la creación de entidades de economía solidaria para atender necesidades de servicios insatisfechas.
A los efectos de orientar la aplicación de los fondos de educación y capacitación cooperativa, la resolución SAC 577/84 ha considerado razonable estos destinos:
- Fomento y desarrollo de cooperativas escolares.
- Donaciones de material didáctico para la divulgación de la doctrina cooperativa.
- Creación o ampliación de bibliotecas públicas especializadas en materia cooperativa.
- Organización de cursos, debates, seminarios, reuniones, conferencias, congresos, etc., para la capacitación y educación cooperativa.
- Apoyo de entidades cooperativas.
- Creación, impresión y/o distribución de material didáctico para la divulgación de la doctrina cooperativa.
- Becas para personas de existencia física con el objeto de adquirir o perfeccionar conocimientos en materia cooperativa.
- Contratación de espacios radiales, televisivos, de cines o gráficos y de todo medio de comunicación social, sin contenido publicitario, para divulgar la doctrina cooperativa e información relacionada con la actividad y desarrollo del cooperativismo.
- Becas docentes y alumnos dedicados a la educación y capacitación cooperativa.
- Transferencia de fondo a una entidad de grado superior, federación o confederación, para la inversión en la zona en la que desenvuelven sus actividades los aportantes.
- Transferencia del fondo a instituciones con personería jurídica sin fines de lucro y especializadas en la promoción y capacitación cooperativa.

## Fondo de Acción Asistencial y Laboral
La Ley de Cooperativas establece que el cinco por ciento de los excedentes sea repartido entre el fondo de acción asistencial y laboral, o para el estímulo del personal.
Se han formulado críticas:
1. La Ley parte del supuesto de que toda Cooperativa tiene personal relación de dependencia y no habla sobre los casos que no cuentan con dependientes ni el caso de cooperativas de trabajo cuando no hay prestación de servicio a terceros.
2. La Ley tampoco establece plazo en el que debe ser invertido este 5 % .

Estas críticas han llevado a interpretar la norma para lograr el efectivo empleo del fondo, de la siguiente manera : la disposición habla de dos finalidades la asistencial y la laboral para estímulo del personal 
¿ Este fondo puede utilizarse para uno o ambos de esos objetivos?
Se puede emplear primero en obras sociales, seguros, préstamos cursos de cultura general, y en la parte laboral se puede utilizar en premios, asignaciones especiales por dedicación, iniciativa, creatividad laboral, mejorar rendimientos, capacitación laboral, etc. 
En el caso de que no se cuente con dependientes o se trate de cooperativas de trabajo que no prestan servicio a terceros, se puede optar por destinar el fondo a cubrir aspectos asistenciales de sus asociados, dado que la ley no establece un plazo para emplear el fondo, es decir el empleo es facultativo.
La autoridad de aplicación establece que el empleo se debe realizar en el ejercicio inmediato posterior al de aquel que lo originó, se basa en que el fondo es consecuencia de los resultados de cada ejercicio, asimismo establece la obligación de detallar el empleo del fondo en la memoria respectiva. 

## Cuenta especial de reserva

### Origen
Esta reserva, prevista en el último párrafo del art. 42 de la Ley de Cooperativas, tiene su origen en los excedentes generados por las operaciones de no asociados con la cooperativa , los cuales no son distribuibles ni entre ellos, ni entre los asociados.

### Finalidad
Según Dante Cracogna las mismas tiene como finalidad salvaguardar el principio de evitar el lucro de unos a expensas de otros , revistan calidad de asociados o no, en la cooperativa. Posibilitando, que los beneficios de la acción cooperativa alcancen un mayor número de personas,y a través de ello se consoliden las actividades empresariales de la cooperativa.
Esta reserva crecerá permanente en caso de que la cooperativa siga prestando servicios a no asociados y esta situación fortalece la estructura patrimonial de la entidad, que redundará en beneficios no sólo para los asociados sino también para los no asociados que le dieron origen.En este sentido tampoco los asociados podrán apropiarse de ella, ya que reviste el carácter de irrepartible propio de la naturaleza de las reservas sociales cooperativas. (Manual de Legislación Cooperativa, Editorial Intercoop)
En el art. 2 inc 10 de la Ley de Cooperativa que habla de la prestación de servicios de asociados y no Asociados y que utiliza lo establecido en el último punto del art. 42 establece que los excedentes pertenecientes por derivación de estos se destinarán a una cuenta especial de reservas los mismo son quitas de los excedentes netos de la operatoria de la cooperativa; de carácter colectivo, limitados y contingentes derivado de los ejercicios económicos de la cooperativa. 